# 蔡英文
蔡 英文（さい えいぶん、ツァイ インウェン、繁: 蔡 英文、英: Tsai Ing-wen、1956年〈民国45年〉8月31日 - ）は、中華民国（台湾）の政治家、法学博士（LSE）。第7代中華民国総統（第14・15期）。民主進歩党主席（第12・13・15・16・17代）、行政院副院長（副首相に相当）を歴任した。
総統として率いた蔡英文政権の評価は国内外問わず高く、台湾現代史における最も偉大な総統の一人と称されることもある。

## 来歴

### 生い立ち
1956年8月31日、台北市中山区の馬偕紀念医院で生まれる。

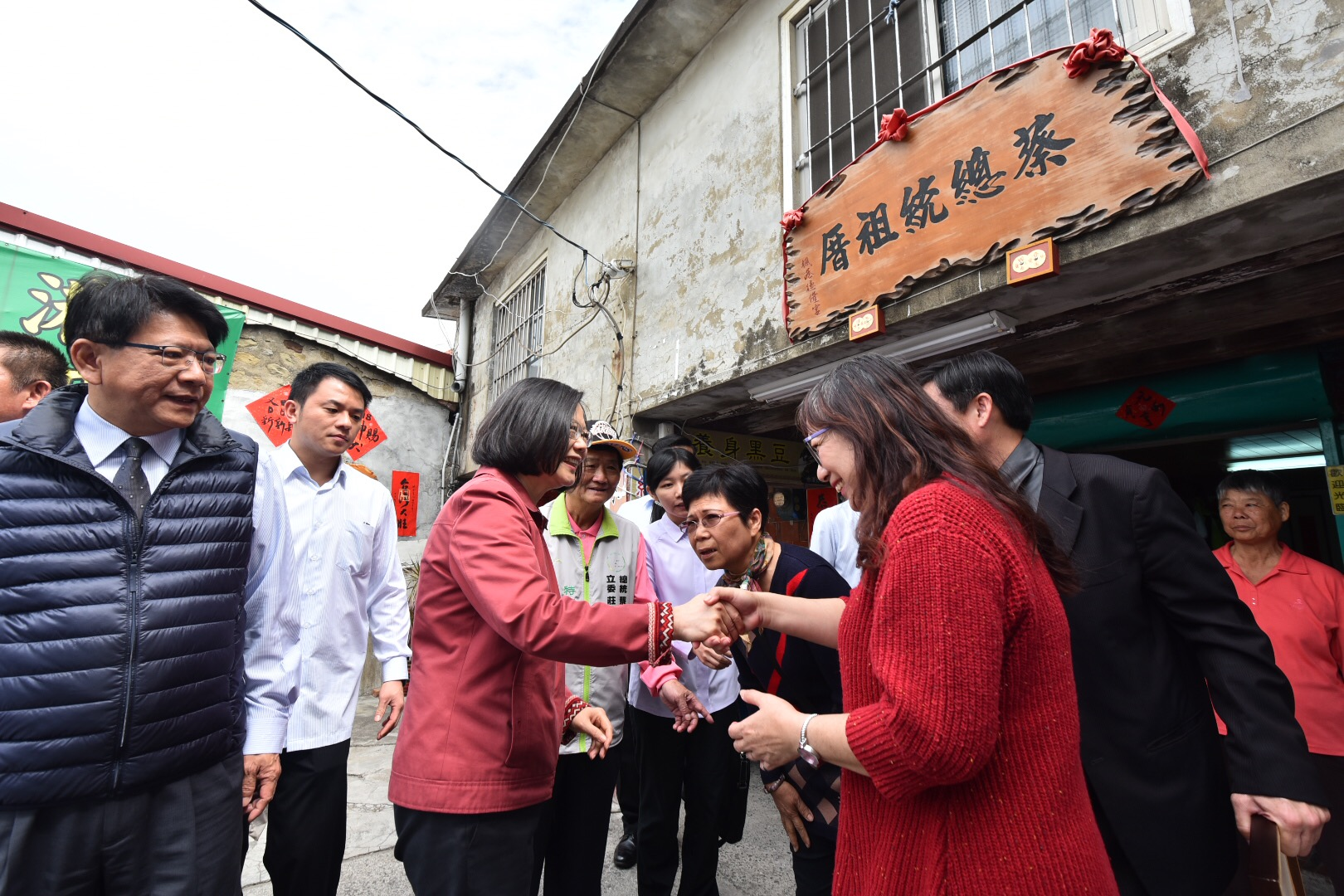
屏東県枋山郷楓港村を訪れた蔡英文（2018年）

蔡英文の父・蔡潔生（1918 - 2006）は屏東県枋山郷楓港村の豪商。『商業周刊』の報道によれば、蔡潔生は4人の女性と家庭を持ち、英文の母は張金鳳（1924 - 2018）。子供は合わせて11人で英文は末子。
蔡英文の祖父は楓港村の客家の旧家で、祖母は獅子郷のパイワン族の末裔である。家系図によれば本来は「蔡瀛文」と命名されるはずであったが、「瀛」は画数が多いため、父親の潔生が「瀛（Îng）」に音が似る「英（Ing）」に換えて「蔡英文」とした。パイワン語名は「Tjuku」 で、「太陽の情熱と力強さ、月の優しさと謙虚さ」を象徴し、パイワン族の守護女神の娘の名前から取られたという。
蔡潔生は18歳の時に日本人に勧められ満洲国に渡り、満洲機械学校で飛行機修理を学んだ。太平洋戦争で日本が降伏したのちに台湾に戻り、創業して貨物運送所を開設する。台北市へ移って自動車整備工場を開設して輸入車整備業務に参入し、駐台米軍と外国人顧問の相手を専門にして事業を営み、60歳近くで不動産業、建築業及びホテルビジネスに参入する。中山区の中山北路と新生北路一帯に不動産を購入して富を得た。2011年12月下旬の中央選挙委員会の財産申請資料によれば、蔡英文は土地4か所、建物2か所、新台湾ドルで1805万元の預金などを所有している。

### 学歴
1974年に台北市立中山女子高級中学を卒業した後、父親の勧めで法学を学び、1978年に国立台湾大学法学部を卒業。1980年にアメリカのコーネル大学ロースクールで法学修士、1984年にイギリスのロンドン・スクール・オブ・エコノミクス（LSE）で法学博士を取得する。帰国後、1991年から1993年まで国立政治大学及び東呉大学の教授に就く。

### 行政院

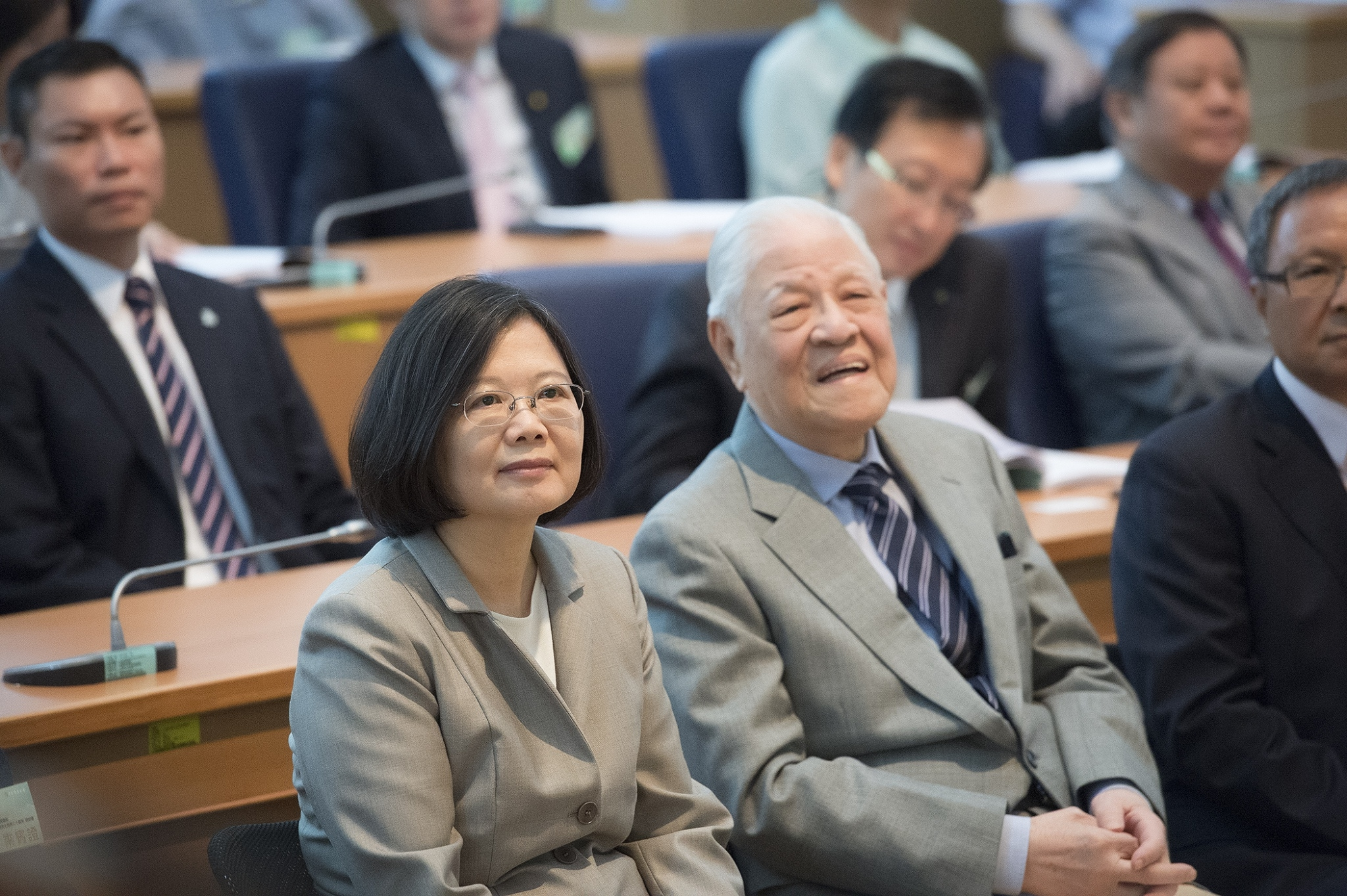
蔡英文と李登輝（2016年）

李登輝政権下の1990年代に、行政院経済部の国際経済組織首席法律顧問、経済部貿易調査委員会委員、行政院大陸委員会委員、行政院公平交易委員会委員、公正取引委員会委員、著作権委員会委員などを務め、1999年に李登輝総統が発表した中台関係の新定義、いわゆる「二国論」（「特殊な国と国の関係」論）にも深く関わった。民進党が政権を獲得した2000年5月、中台関係の政策を受け持つ行政院大陸委員会の主任委員に就任。

### 民主進歩党

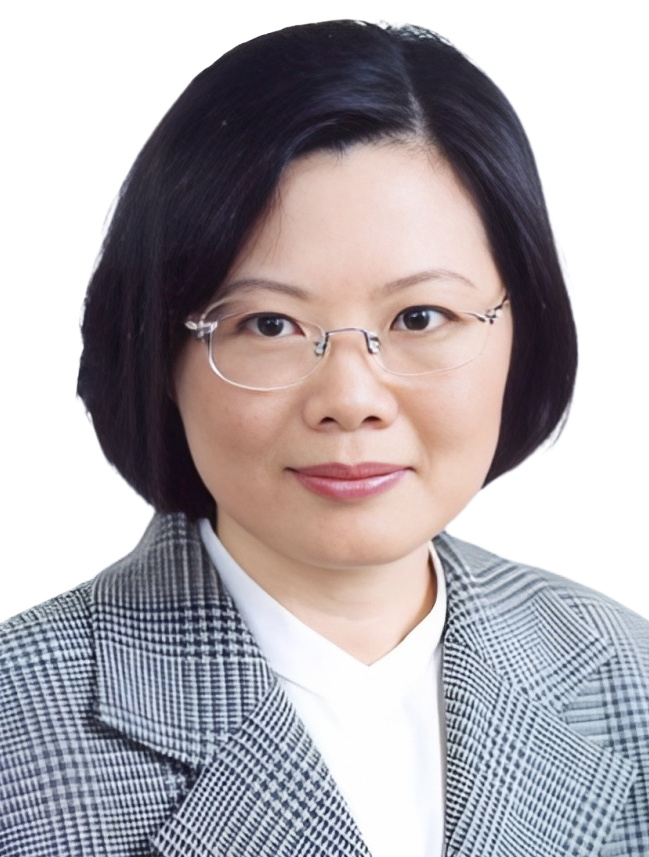
立法委員の蔡英文（2004年）

2004年に民進党へ入党し、同年の立法委員選挙に全国不分区選挙区（比例代表）の名簿順位6位で立候補し当選した。2006年1月25日、行政院副院長（副首相）に就任、同時に消費者保護委員会主任委員も務めた。閣僚に対する世論調査では蘇貞昌内閣の中で満足度1位を獲得した。2007年5月21日、蘇貞昌内閣の総辞職により退任、退任後はバイオテクノロジー企業タイメッド生物製剤の社長に就任するが、国民党から「行政院副院長時代に同社に優先的に外注した見返りの天下り」として批判を受けるが、この疑惑は事実無根であることが証明されている。

### 党主席

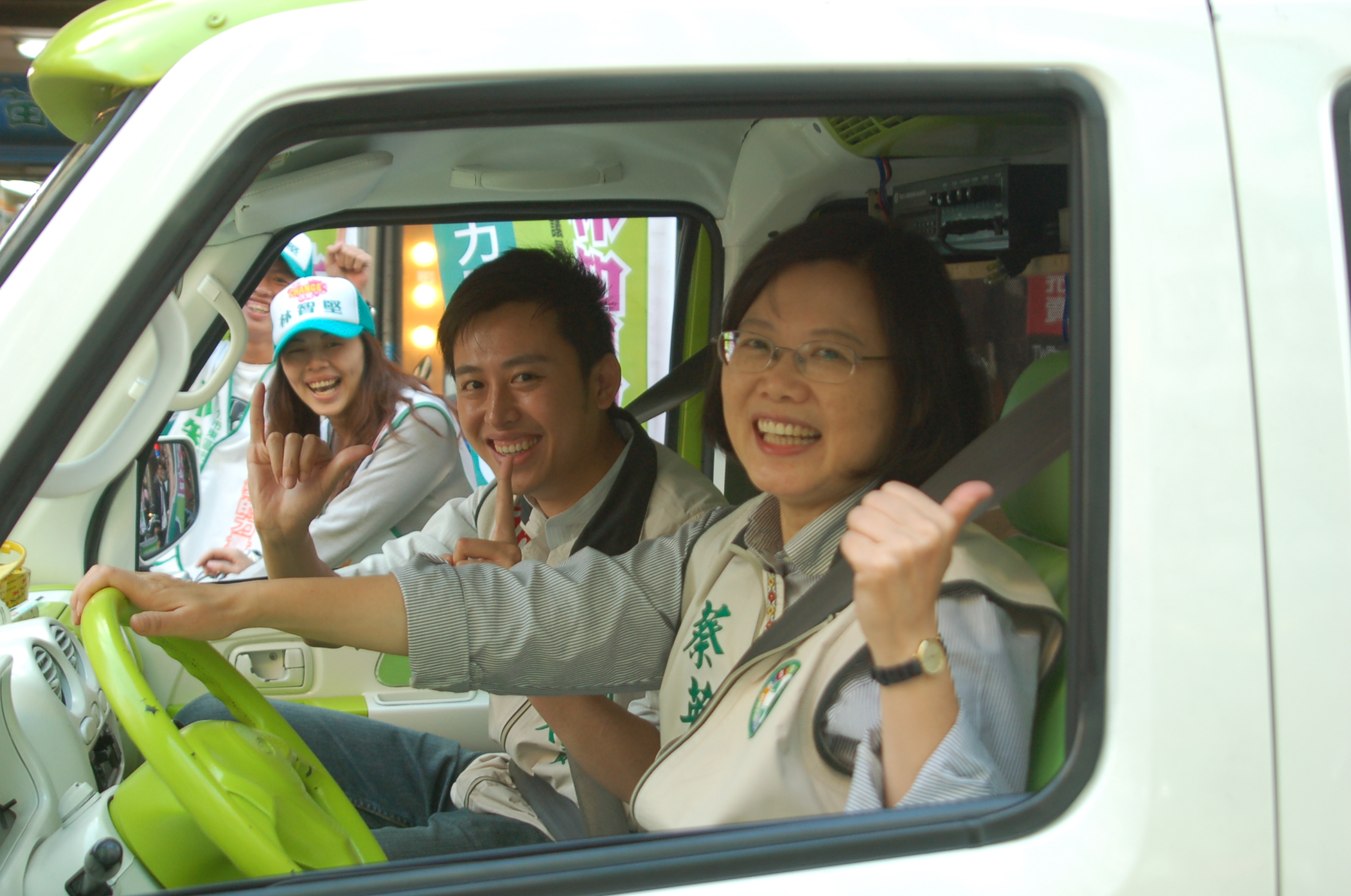
党主席として応援演説に入る蔡英文（2009年）

2008年、民進党は1月12日の立法委員選挙と3月22日の総統選挙で惨敗。下野した直後の民進党主席選挙に、ノーベル化学賞受賞者である李遠哲から勧められ立候補、対抗馬の辜寛敏や蔡同栄に過去最高の得票率で圧勝し、2008年5月21日に第12代党主席に就任した。代理で就任した人物を除くと、民進党初の女性党首である。また、台湾の主要政党の中でも初の女性党首となった。同年11月に民進党の元総統陳水扁が資金洗浄疑惑で逮捕された際には党主席として国民に謝罪し、「党は陳に関する疑惑を隠蔽することはない」と述べた。国民党の馬英九政権の親中政策への批判が高まる中、蔡の下で民進党は2009年中華民国地方選挙で党勢を盛り返した。2010年5月、第13代主席に再選。11月に実施された地方選挙の一つとして行われた新北市初代市長選挙に出馬するも、国民党の朱立倫に惜敗した。
2012年1月14日、総統選挙に出馬したが、国民党の現職の馬英九に惜敗、投開票が行われた14日夜に党主席辞任を表明、3月1日付での辞任を了承された。
2014年3月15日、党主席選挙へ立候補を表明した。現職の蘇貞昌と有力候補の謝長廷がひまわり学生運動の影響を受け立候補を取り下げたため、党主席に選出された。2014年中華民国統一地方選挙で躍進して党内基盤を確立し、2015年2月15日に2016年総統選挙の候補者に登録される。6月に米紙『タイム』アジア版の表紙に載り、独占インタビューが掲載された。10月には訪日して日本政府高官や与野党幹部らと会談した。
2016年1月16日、総統選挙で国民党の朱立倫、親民党の宋楚瑜を破り、初当選した。得票数で2位の朱立倫に300万票以上の大差で勝利し、中華民国初の女性総統となる。2018年11月24日、統一地方選挙の敗北の責任を取って党主席の辞任を表明した。2019年6月13日、予備選挙に勝利し、2020年総統選挙の候補者に登録された。2020年1月11日、総統選挙で国民党の韓国瑜、親民党の宋楚瑜を破り、再選された。2020年5月20日、総統就任と同時に民進党の主席に復帰した。2022年11月26日、統一地方選挙の敗北の責任を取って再び党主席の辞任を表明した。

### 中華民国総統

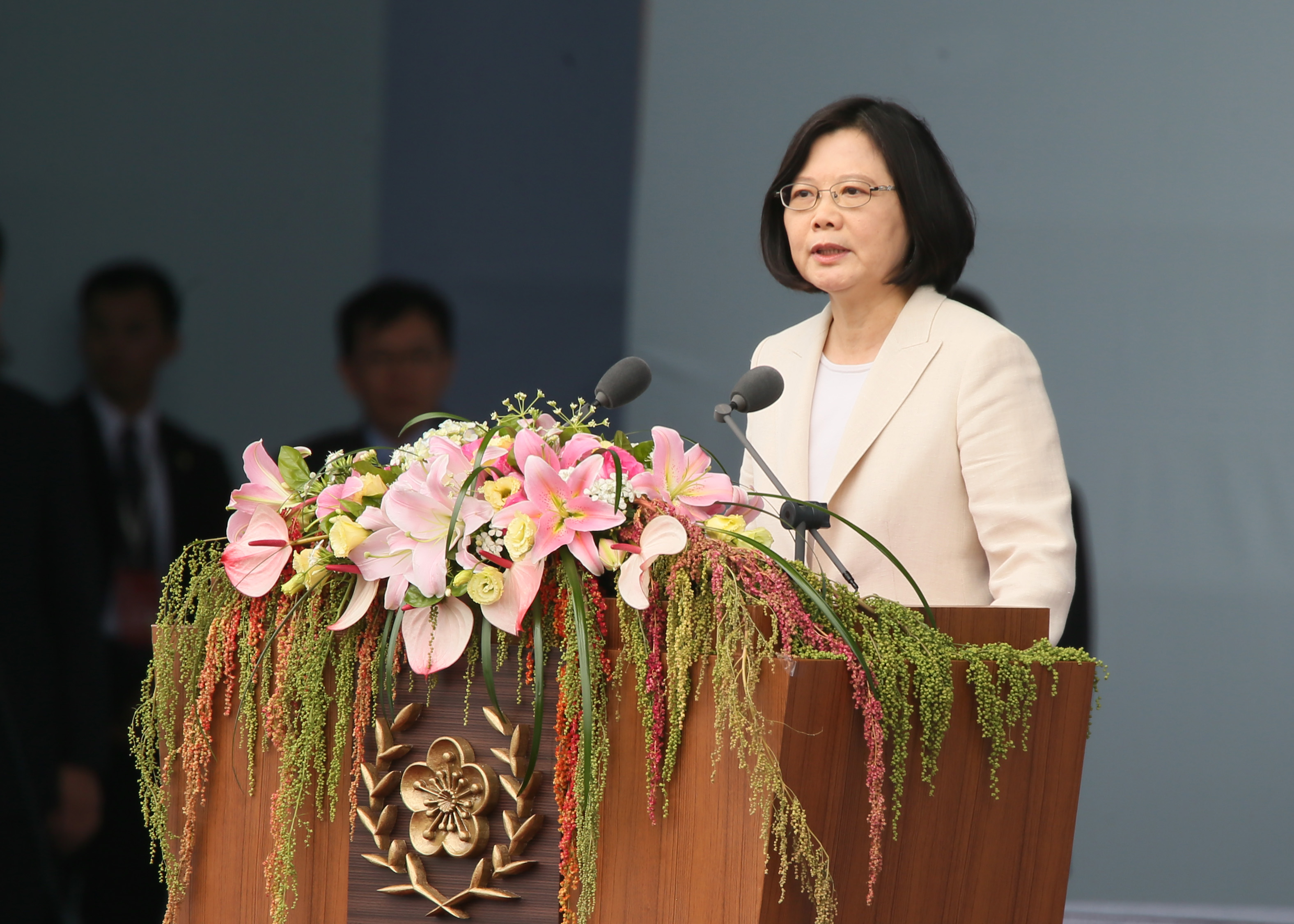
就任式典での蔡英文（2016年5月20日）

2016年5月20日に行われた就任式典で中華民国総統に就任した。同年6月24日から7月2日まで、「英翔プロジェクト」というテーマでラテンアメリカ諸国を歴訪した。パナマではパナマ運河の拡張工事完成式典に出席、パラグアイでは議会で演説したほか、経由地のマイアミではマルコ・ルビオ上院議員と会談した。式典の芳名録には、英語で「台湾総統」と記帳した。同年8月1日、「原住民族の日」に政府を代表して台湾原住民に日本統治時代の皇民化政策や戦後の中華民国政府の政策について謝罪し、政府と原住民の対話の場として委員会を設立した。同月16日に「対外経済戦略会談」を開き、東南アジアや南アジア、ニュージーランド、オーストラリアとの関係を強化する「新南向政策」綱領を採択した。同年12月2日、アメリカ次期大統領のドナルド・トランプと電話会談を行った。両国首脳の電話会談が公になるのは、1979年にアメリカが台湾と断交して以来初めてである。その後も蔡は再会談の可能性を示唆したが、大統領就任後のトランプは中国の習近平国家主席（党総書記）と「個人的に良好な関係を築いた」として応じない意向を示した。
2017年1月7日から15日まで、「英捷プロジェクト」というテーマで中央アメリカ諸国を歴訪した。ホンジュラスではフアン・オルランド・エルナンデス大統領と会談し、ニカラグアでもダニエル・オルテガ大統領と会談した。グアテマラではジミー・モラレス大統領と首脳記者会見を開催して勲章を相互授与し、エルサルバドルでもサルバドール・サンチェス・セレン大統領と会見して勲章を授与されたほか、経由地のヒューストンではテッド・クルーズ上院議員と会談した。
同年5月25日、澎湖諸島で行われた中国人民解放軍の奇襲上陸を想定した演習を視察し、「（陸海空）三軍の統帥として、わたしは中華民国国軍最大の後ろ盾となる」と決意を見せた。
同年10月28日から11月4日まで、「永続南島・携手共好」というテーマで太平洋諸島諸国を歴訪した。マーシャル諸島では議会で演説し、ツバルではエネレ・ソポアンガ首相主催のパーティーに出席、ソロモン諸島でも議会で演説したほか、経由地のハワイでは昼食会に出席した。
2018年4月17日から21日まで、「両国同心・邦誼永固」というテーマでエスワティニを訪問した。エスワティニ国王ムスワティ3世と首脳会談し共同声明に署名したほか、ムスワティ3世の50歳の誕生日を祝うセレモニーに出席した。
同年8月12日から20日まで、「同慶の旅」というテーマでパラグアイ、ベリーズを歴訪した。パラグアイではマリオ・アブド・ベニテス次期大統領と会談し、大統領就任式に出席、ベリーズでは最高位の勲章を受章したほか、経由地のヒューストンではパーティーに出席し、アメリカ航空宇宙局（NASA）のジョンソン宇宙センターを訪問した。総統が米政府機関を訪れるのは初めてである。
2019年3月21日から28日まで、「海洋民主の旅」というテーマで太平洋諸島諸国を歴訪した。パラオではトミー・レメンゲサウ大統領とマンゴー植樹を行い、ナウルでは議会が訪問を歓迎する決議案を全会一致で採択され、マーシャル諸島も訪問した。経由地のハワイではヘリテージ財団のフォーラムで講演を行い、米政府機関を再び訪問したほか、下院議員との対談では「台湾を国と認める時が来た」と明確に台湾を支持する立場を表明された。
同年7月11日から、「自由民主永続の旅」というテーマでカリブ海諸国を歴訪した。ハイチではジョブネル・モイーズ大統領と台湾製品の展示会の開幕式に出席し、セントクリストファー・ネイビスではティモシー・ハリス首相と2国間協定の調印に立ち会ったほか、タプリー・シートン総督から勲章を授与された。セントビンセント・グレナディーンでは議会で演説し、セントルシアではアレン・シャスネ首相と輸出向けバナナの集荷場を視察したほか、議会で演説を行った。経由地のニューヨークでは国交締結国の国連代表と面会し、コロンビア大学で講演したほか、ナンシー・ペロシ下院議長と電話会談も行った。
同年8月、国立台湾大学の賀徳芬名誉教授とノースカロライナ大学シャーロット校の林環牆准教授が、蔡はロンドン・スクール・オブ・エコノミクス（LSE）の博士号を取得しておらず経歴詐称であるとして告発したが、LSE側が蔡英文の学位取得証明書と博士論文のコピーを提出したことでフェイクニュースであると判明した。
2020年1月11日、総統選挙で1996年の直接選挙以来過去最多となる8,170,231票を獲得し再選された。

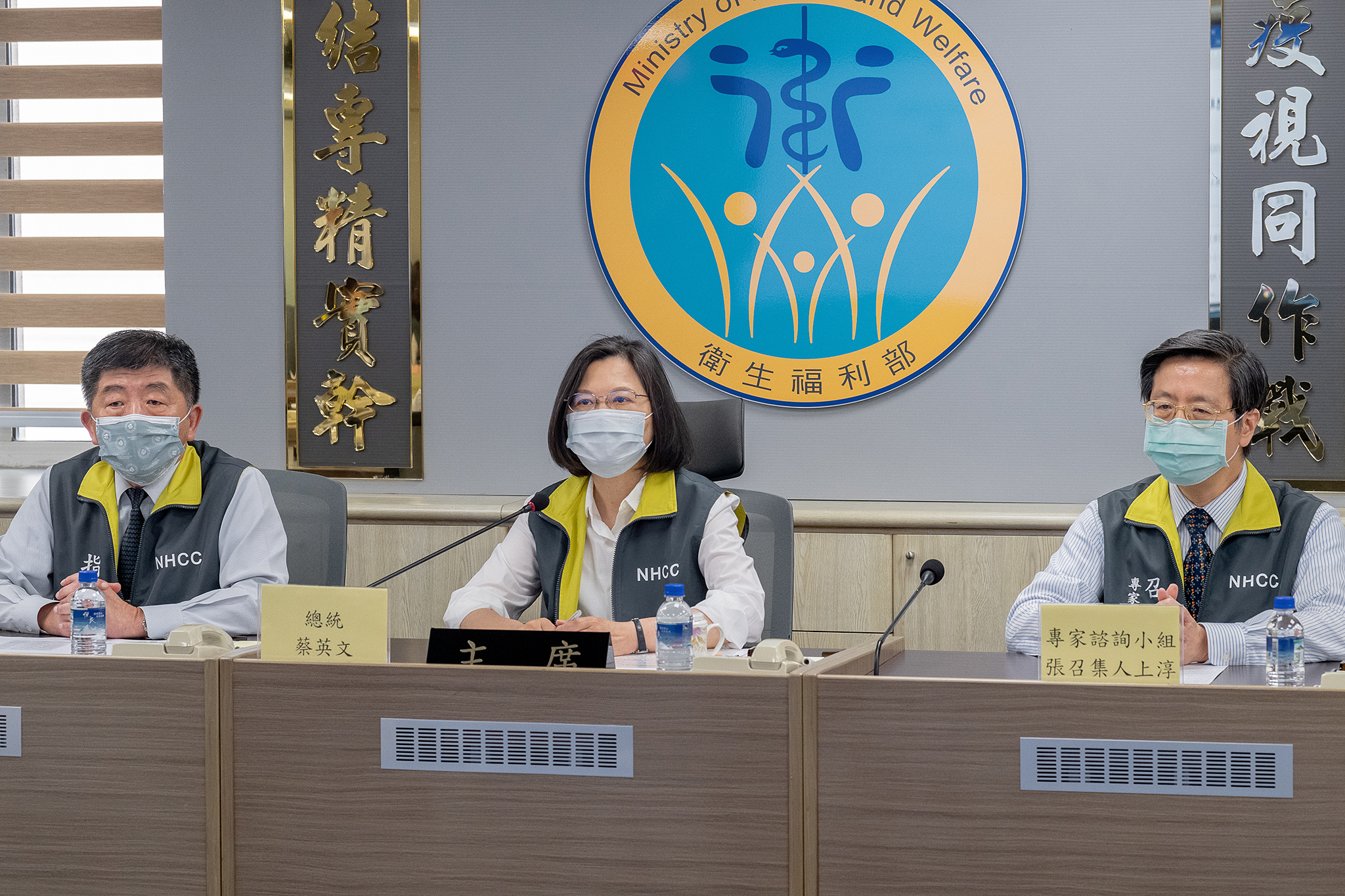
衛生福利部に出席する蔡英文（2020年5月6日）

2020年5月20日に行われた就任式典で2期目を開始した。就任式までに行われた複数の世論調査で、蔡英文政権の支持率は70%以上を記録した。時代力量の調査では支持率76.9%、不支持率10.9%となり、特に20代に限れば支持率86.2%、不支持率4.5%という数字を叩き出した。また、蔡英文政権のコロナ対策については94.9%が「満足」、蔡英文の好感度については72.5%が「好感」と答えた。
2021年1月、エコノミスト社から2020年版民主主義指数が発表され、台湾は前年の31位から順位を大きく上げた11位でアジア最高位、『完全な民主主義』に分類された。報告書によると、蔡英文政権のコロナ対策の他、就任演説でも掲げられた司法制度改革の影響だとされた。これに対し蔡英文は「台湾が『完全な民主主義』として認知されつつあることを誇りに思う」と述べた。

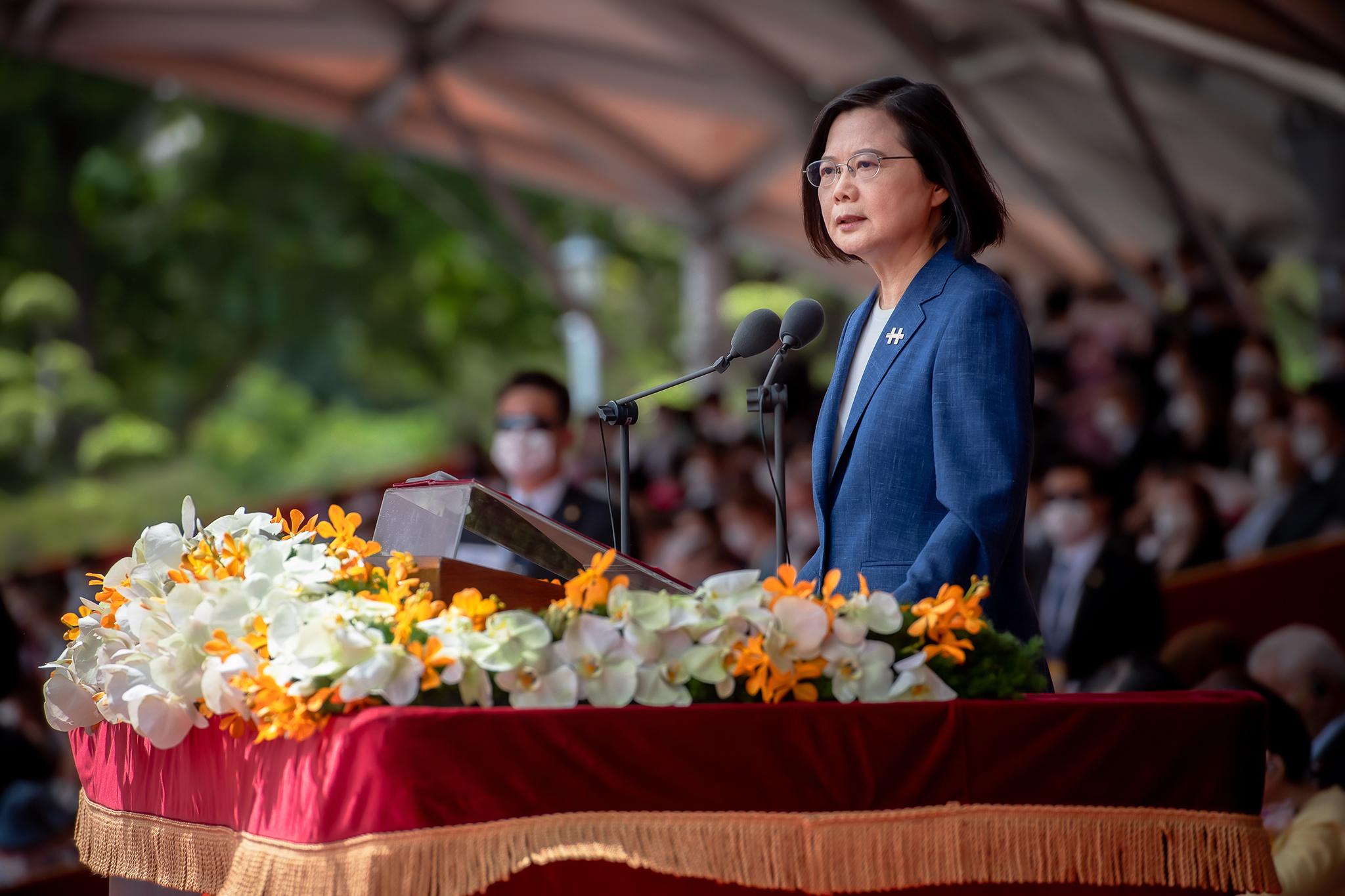
国慶日式典での蔡英文（2021年10月10日）

2021年7月6日、チベット仏教の精神的指導者であるダライ・ラマ14世の86歳の誕生日にあたり、SNSを通じて誕生日を祝し「（新型コロナウイルス感染症の）大流行が続く中、互いに助け合うため活動することがなぜ重要かを教えてくれたことに感謝したい」と伝えた。
同年12月9日、アメリカ連邦政府主催の民主主義サミットに招待されたため、駐米代表の蕭美琴と行政院政務委員の唐鳳が総統代理として出席した。
2022年8月2日、アメリカ合衆国のナンシー・ペロシ下院議長が訪台した。立法院での演説で「台湾と世界の民主主義を守ることに全力を尽くしている」と述べ、蔡総統はこれを歓迎し、団結を表明した。
2023年3月29日から4月7日まで、「民主夥伴共栄の旅」というテーマでグアテマラ、ベリーズを歴訪した。グアテマラでは懇談会に出席、アレハンドロ・ジャマテイ大統領と会談し、ベリーズではジョニー・ブリセーニョ首相と会談し、議会で演説を行った。経由地のニューヨークでは夕食会に出席したほか、ハドソン研究所の「グローバルリーダーシップ賞」を受賞、スピーチでは「これは台湾の人々への賛辞」と述べた。同じく経由地のロサンゼルスでは、ケビン・マッカーシー下院議長と会談を行った。蔡総統は、会談がマッカーシー氏側からの招待だったとした上で「台湾は孤立しておらず、必ず隣人がいると再確認させてくれた」と述べた。
同年9月5日から8日まで、「邦誼同慶・合作永続の旅」というテーマでエスワティニを訪問した。エスワティニ国王ムスワティ3世と会談し協力文書に調印したほか、独立55周年記念式典に出席した。
2024年1月13日、総統選挙で蔡英文路線を継承することを強調した後継者である頼清徳が勝利した。

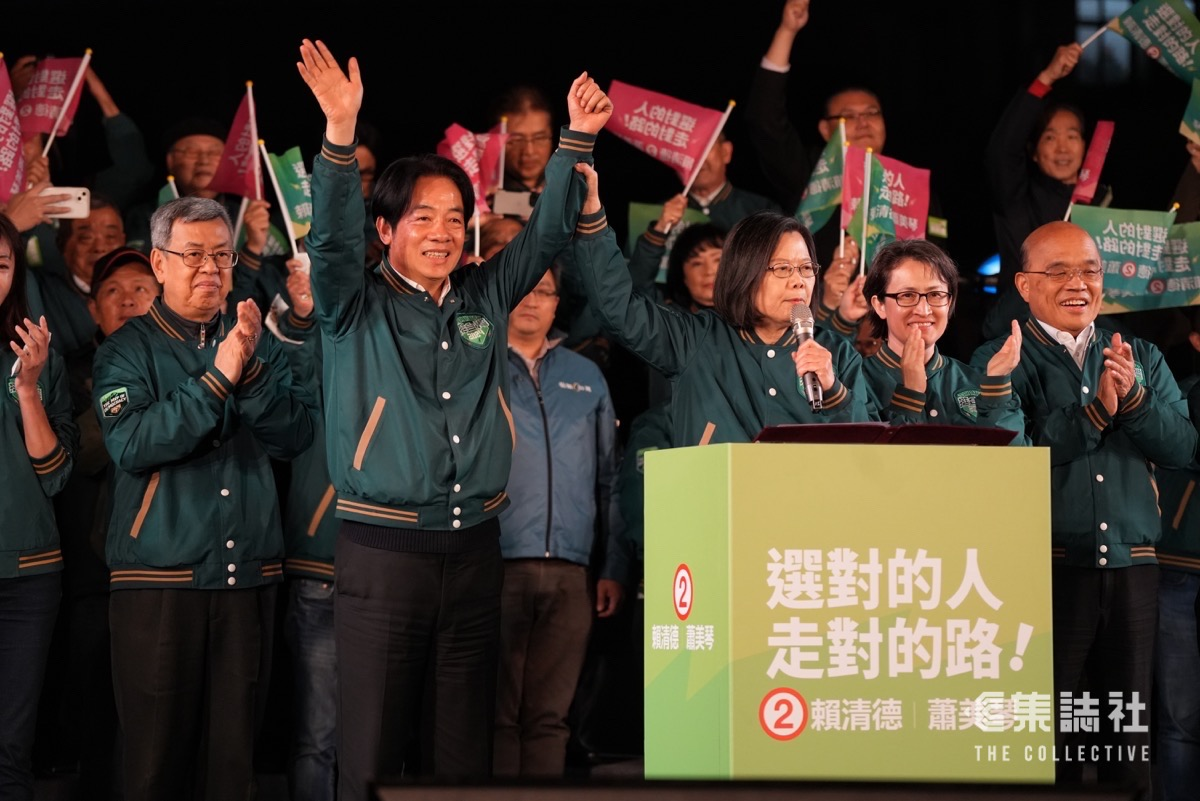
2024年総統選挙での蔡英文と頼清徳（2024年1月13日）

2024年5月20日、任期満了により退任し、後任の頼清徳に総統を引き継いだ。退任時に行われた蔡英文政権の支持率についての世論調査では、ほとんどの調査で50％を超え、歴代で初めて過半数の支持を得ながら退任する総統となった。台湾選挙民主化調査で54.5%、中華亜太菁英交流協会の調査で58.0%であった。また、蔡英文政権を100点満点で評価する世論調査では、台湾民意基金会の調査で60.50点、美麗島電子報の調査で61.7点とすべての調査で60点を超え、合格点以上と答えたのはそれぞれ62.4%、64.6%だった。それぞれの政策の支持率もほとんどの政策で50%を超え、中でも高かったのは「国防外交」「性別平等」「医療衛生」「経済発展」の4項目だった。
蔡英文総統退任時の支持率は、すべての調査で陳水扁総統退任時の支持率約15%、馬英九総統退任時の支持率約20%を大きく上回り、台湾の歴代総統退任時の支持率として過去最高となった。政権の評価についても合格となり、他政権を大きく引き離し1位となった。
2020年総統選挙で獲得した約817万票、2024年総統退任時に得た50%以上の支持率、そして後任の頼清徳を当選させることができた3つの快挙は「蔡英文の壁（蔡英文障礙）」と呼ばれるようになった。

### 総統退任後
2024年5月31日、蔡英文政権の8年間を描いたドキュメンタリー映画『見えない国家』がアメリカで公開された。カンヌ国際映画祭受賞経験のパク・チャヌクやイギリスのガーディアン紙などから高評価を得て、2025年6月13日には台湾でも上映された。
2024年10月12日から20日まで、ヨーロッパのチェコ、フランス、ベルギーを歴訪した。13日、チェコで開かれたフォーラム2000の開幕式に出席、翌日には「民主主義は妥協できない一部分」と講演を行った。また、チェコのペトル・パヴェル大統領、ミロシュ・ビストルチル上院議長、マルケータ・ペカロヴァー・アダモヴァー下院議長とそれぞれ会談し、フォーラム2000会議の創始者であるチェコの初代大統領ヴァーツラフ・ハヴェルの墓に献花を行った。翌日にはプラハ・カレル大学でも演説を行った。15日にフランスのルーヴル美術館を訪問、翌日にはパリ＝サクレー大学で演説を行い、フランスの上院議員と会談した。17日にベルギーのブリュッセルを訪問し、欧州議会議員50人以上が参加するレセプションに招待された。総統経験者が欧州連合本部を訪問するのは初となった。
10月24日、欧州議会は台湾を支持し中国を批判する決議を賛成432票、反対60票、棄権71票の賛成多数で可決した。
2025年3月1日に行われた、歴代総統6人（蔣経国、李登輝、陳水扁、馬英九、蔡英文、頼清徳）のうち最も支持する人を聞いた街頭世論調査では、50人中20人が蔡英文と答え、圧倒的な1位となった。インタビューを受けた人は「蔡英文の8年間の任期中、台湾の経済・外交・国防は大きな進歩を遂げたし、生活と経済も非常に良好だった」「在任中、外交で非常に良い成果を上げた」と答えた。また、若者の多くも蔡英文と答えた理由として、同性婚やエネルギー政策なども挙げられた。
2025年5月9日から19日まで、ヨーロッパのリトアニア、デンマーク、イギリスを歴訪した。10日、リトアニア議会の親台派グループとの夕食会に出席、12日にはヴィリニュス大学で講演を行い、蔡英文をリトアニアに招待したダリア・グリバウスカイテ前大統領と対談を行った。13日、デンマークで開かれたコペンハーゲン民主主義サミットで講演した。15日、イギリス議会で親台派上院・下院議員の前で演説を行い、翌日にはケンブリッジ大学で講演を行った。17日、自身の母校であるロンドン・スクール・オブ・エコノミクス（LSE）で講演を行った。
5月18日、世界保健機関（WHO）総会を前に、日本、イギリス、オーストラリア、カナダ、チェコ、フランス、ドイツ、リトアニアの8か国が共同で台湾のWHO参加、オブザーバー参加の支持を表明した。8か国のうち半数の4か国は、蔡英文が総統退任後に訪問した国である。

## 人物
台湾の歴史上最も支持されている総統の一人であり、高い支持率と人気、国際的な知名度を誇る。
2020年総統選挙では、史上最多得票数となる8,170,231票を獲得。2020年総統就任式典までに行われた世論調査では、支持率が史上最高級である約75%を記録した。蔡英文政権に対する世論調査では、特に2期目において明確に支持を集めている。
また、歴代総統の退任時の支持率・評価についての世論調査では蔡英文のみが唯一過半数・及第点を超え、歴代で最も支持されている総統についてもほとんどの世論調査で蔡英文が1位を獲得している。
退任時の世論調査によると、蔡英文政権の支持者は与党・民進党支持層の枠を大きく超え、無党派層の半数以上にまで及んでいる。また二大政党制の台湾では異例ながらも、野党・国民党の首長・議員や支持層にも評価する声が一定数存在する。
政府や政治家、公権力への信頼感が低く政治の潮流の変化が激しいとされる台湾では、異例といえる評価を残している。
これらの蔡英文の総統任期中の功績は、「蔡英文の壁（蔡英文障礙）」と呼ばれ、後任の総統にとって高い壁となることが予測されている。
台湾国内での評価の高さは他国でも報じられており、フランスのル・モンド「支持率は台湾国民の58%に上り、所属政党である民進党の支持率をはるかに上回る。台湾、アメリカ、イギリスの最高峰の大学で教育を受けた彼女は、台湾現代史における最も偉大な総統の一人と称されることもある」や、イギリスのガーディアン「台湾初の女性総統は大きな社会変革を主導してきたが、彼女の最大の功績は世界舞台における台湾の地位向上の促進である」、アメリカのCNN「複数の世論調査によると、蔡英文総統は、民主化時代の台湾の退任指導者の中で前例のない、高い支持率で退任することになる」、韓国の朝鮮日報「台湾メディアはこの日退任した蔡英文に対して『国際舞台で台湾の地位を変えた指導者』と評価している。過半数の支持率（58％）で退任した初の台湾総統としても挙げられる」など、海外のメディアからも評価される。

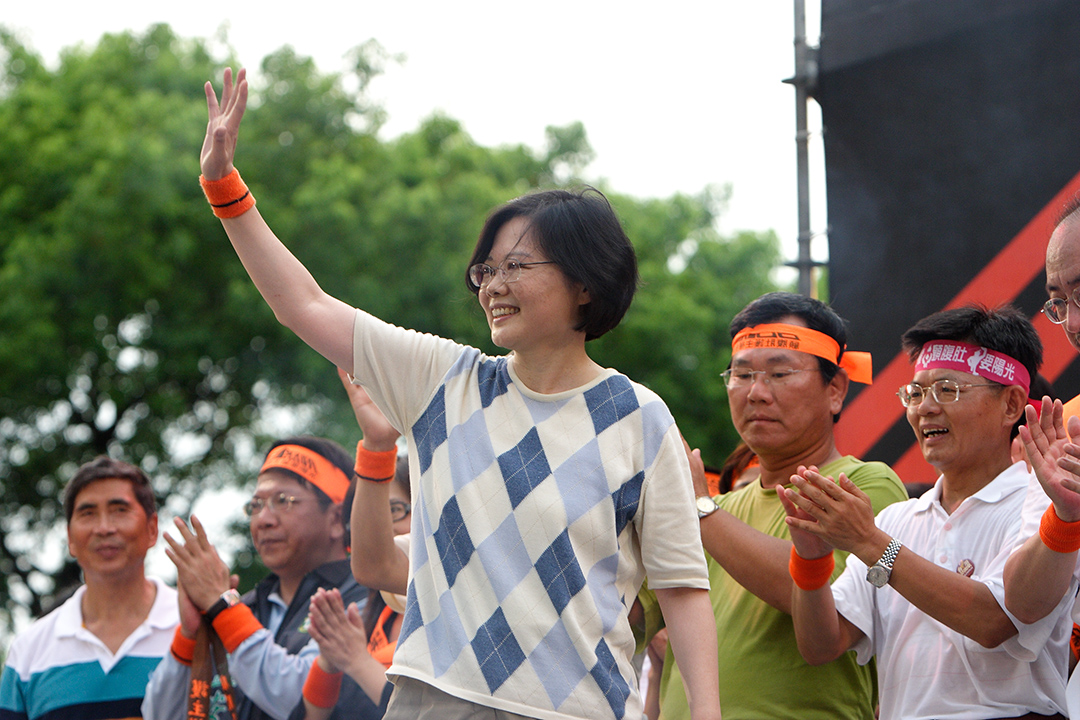
蔡英文（2008年9月1日）

2008年7月、台湾の主要政治家10人の支持率について行われた、中国国民党寄りとされるテレビ局TVBSの世論調査で支持率49%の1位となり、馬英九総統の30%（7位）を上回った。「台湾のライス」と称されるなど学者出身で清廉なイメージがあり、その人気から2012年総統選挙に立候補し、2011年12月10日の世論調査で現職の馬英九総統と互角の支持率にまでなった。
蔡英文の批判者は、その政策が抽象的で曖昧で揺れ動くとして蔡を「空心蔡」（中身のない蔡）と呼んでいる。この渾名は2011年8月から出現し始めた。当時、蔡英文は既に民進党の総統候補であったが、政策の公開質問に対して、前立法委員郭正亮は、蔡英文の両岸政策が余りにも抽象的であると述べ、陳水扁オフィス前主任陳淞山は「十年政綱」も「空心政見」であると発言した。
金融ジャーナリストの胡采蘋は「蔡英文には大きな強みがある。彼女は順風にも逆風にも強いタイプだからだ。どんなに困難なことがあっても、蔡英文は性格を常に安定させ協調性を保っている」と指摘し、また「優れた政治家というものは、高度な調整能力を持ち、物事をうまく処理できる。蔡英文は統一地方選挙の大敗時も、香港民主化デモの発生時も、適切に対応する準備ができていた」と評価、「好き嫌いは別として、彼女は真の政治家だ。このような政治手腕こそ、今日の大局を担う者たちが学ぶべきことだ」と述べた。
東京外国語大学名誉教授の小笠原欣幸は、「（蔡英文は）蘇貞昌や頼清徳ら党内ライバルを追い払うのではなく、政権内部で行政院長、新副総統として活用している点も、かなりの政治手腕を身に付けたとみることができる」と述べた。
短髪で眼鏡の風貌から、日本のブラウザゲーム『艦隊これくしょん -艦これ-』に登場する「霧島」に似ているとして台湾で「霧島小英」と称され、2015年11月14日に「霧島」のねんどろいどが蔡英文の選挙事務所に届いた。2016年1月29日には、台湾版コミケ「Fancy Frontier 開拓動漫祭」に蔡英文が来場。視察を終えて「霧島というのが何のことだったか今ようやく分かりました」とコメントした。
2015年12月1日、蔡英文をモデルにしたマスコットキャラクター「3D小英」を発表した。法学博士である蔡英文の堅いイメージを払拭するほか、台湾のアニメ、マンガを重視する姿勢をアピールする目的があるとされる。また、「私は動画ほど萌え可愛くないです」と自虐ネタでコメントした。3D小英の隣にいる紙箱猫は蔡英文の飼い猫である蔡想想がモデルとなっている。
2019年10月31日、ラノベ風アドベンチャーゲーム「台湾高校3年2組の私が突然異世界に迷い込んで総統に出会うなんて!?」をリリースした。ゲームを通して若者に総統の職務を体験してもらい、民主主義の大切さを知らせる目的があるという。ゲーム内には蔡英文の飼い猫である蔡想想がモデルとなった猫も登場する。クレジットにも、日本のアニメ作品に多い製作委員会方式を模倣し「小英日常製作委員会」と書かれている。
2020年1月11日の総統選挙で歴史的勝利を収めた際には、蔡英文のグッズや記念の写真撮影を求め民進党本部に支持者が詰め掛けるなど、圧倒的な人気を誇った。
2024年の退任後もSNSの投稿に10万件以上のいいねが集まるなど、現在まで根強い人気を保っている。2025年の投稿には合わせて30万件以上のいいねが集まり、蔡英文の絶大な人気は台湾政界の「最強の切り札」と称される。

蔡英文の性格は控えめであるとされ、「朝、ブラックコーヒーや烏龍茶を飲みながら保護主義について議論するのが好きなタイプの人」と評される。総統の任期中は毎朝6時に起き、9時に執務室に着いてコーヒーを飲みながら執務を行っていた。政治に縁故のない出身から台湾の総統まで上り詰め、台湾の尊厳を体現する存在として国際的な存在感を示したことから、「台湾の慈母」と称される。

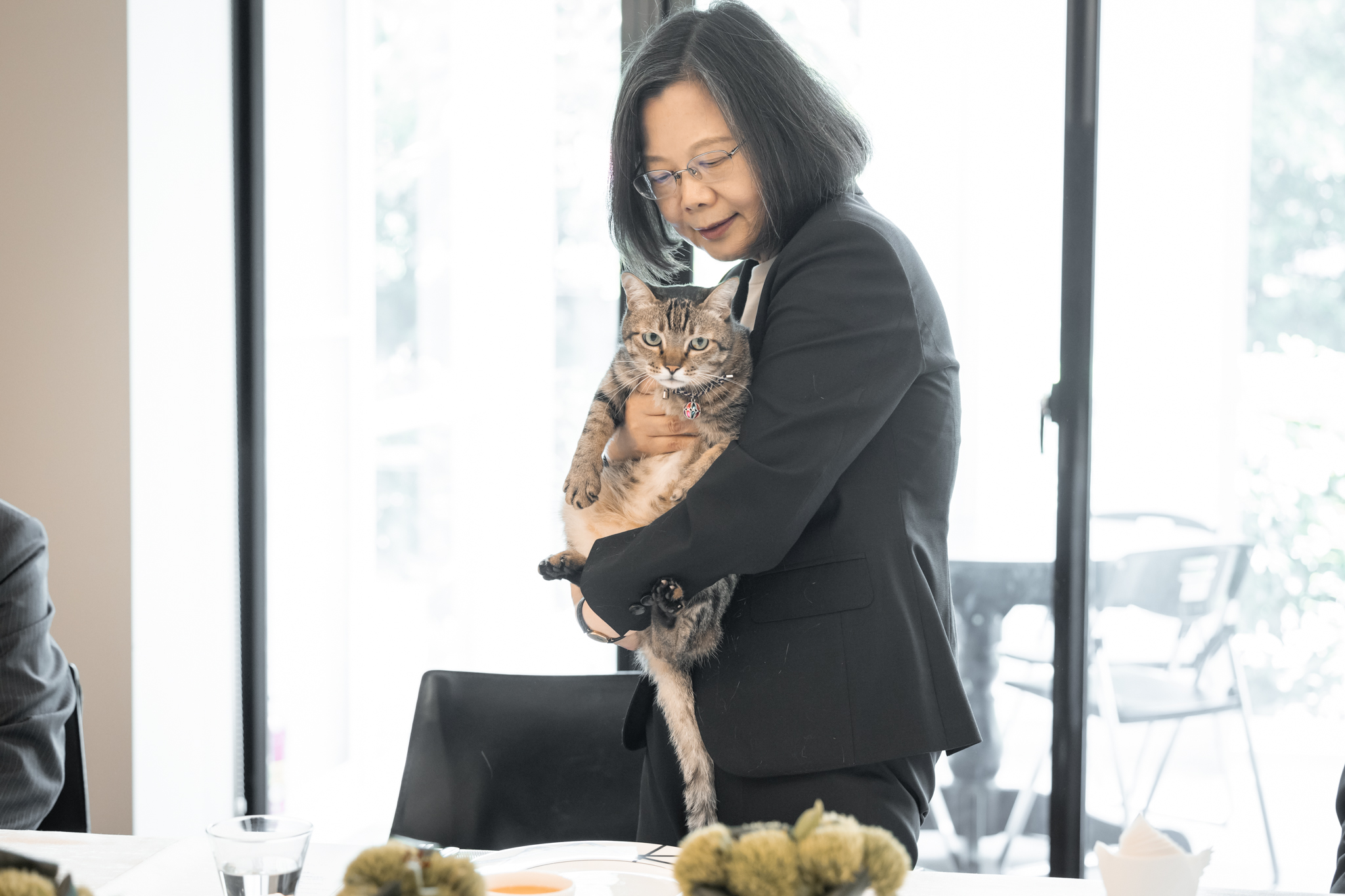
蔡英文と蔡想想（2024年5月19日）

愛猫家を自負しており、蔡想想と蔡阿才という2匹の猫を飼っている。日本の猫の日である2月22日にはたびたび飼い猫の様子を発信しており、Twitterでは日本語で投稿している。「#にゃんにゃんにゃんの日」というハッシュタグや「ฅ^• ·̫ •^ฅ」という猫の顔文字などを用いるなど、日本人に向けても親しみやすい印象をアピールした。2021年には「愛猫家として、#猫の日 を見過ごすわけにはいきません！」と投稿した。
蔡英文と同じく飼い猫がおり、猫好きを公言している蕭美琴との信頼関係は広く知られ、「盟友」とも称される。2010年、蔡英文が新北市長選挙に出馬する際に戸籍を新北市に移す必要があったため、永和区にある蕭美琴の住所を居住地として登録した。名目だけの幽霊人口ではなく、数週間実際に蕭美琴と同居し、一緒に畳の上で寝ていたという。また、蕭美琴が海外に渡航した際は飼い猫を一時的に蔡英文が預かることもあり、現在の蔡英文の飼い猫である蔡想想は、2012年に蕭美琴が花蓮県で拾った野良猫であった。蔡英文と蕭美琴の飼い猫はすべて、拾ったか譲り受けたということを公表している。他にも、蕭美琴に古着や中古車をプレゼントしているなど公私共に仲が良く、長年の信頼関係を滲ませている。
2024年総統選挙の副総統候補としての蕭美琴の出馬は、蔡英文からも要請されていたことが明かされた。
蔡英文と蕭美琴は猫派、頼清徳は犬派で有名であり、2024年総統選挙のキャンペーンCF「在路上」でもその話題が触れられた。
2024年と2025年の2年連続で、旧正月の大晦日に蕭美琴とともに夕食を食べている様子をSNSに投稿している。台湾では、旧正月の大晦日は家族などの大切な人と過ごす日とされており、二人の親密さを明確に示すエピソードとなっている。

## 政治的立場

### 「二つの中国」問題
「二つの中国」の立場に立っており、既に中華民国台湾は独立国家であるので独立宣言などする必要がないとする「天然独」という考え方である。一方で中華民国を認めず台湾独立を主張する陳水扁のようなラジカルな独立運動とも距離を置いている。
2019年には、台湾と中華民国のアイデンティティを一体として扱う新しい概念「中華民国台湾」を提唱。台湾人の最大の共通認識であるとしてしばしば演説で用いた。
急進的な独立活動家から「立場を曖昧にした弱腰姿勢である」とする批判がある。
『文藝春秋』2021年9月号のインタビューで、「北京政府は台湾に対し、香港と同じ『一国二制度』による統一を呼び掛けました。この制度が実現不可能であることは現在の香港によって証明されており、北京政府の言葉を信用することは難しいです。北京政府による『一国二制度』の提案は、絶対に受け入れられません。将来の選択肢にさえ入っていません」「台湾の一貫した立場は、『圧力に屈服せず、支持を得ながらも暴走しない』というものです」「民主主義、自由、人権は普遍的価値です。私達は北京当局に、香港やウイグルの人々への弾圧をやめるように呼び掛けていきます。日本も含めた民主主義陣営は、民主主義の価値を守るために今こそ団結すべきです」と述べており、武力を背景にした中国の覇権主義に対しては毅然とした姿勢を強調し、民主主義陣営の団結を呼びかけている。

### 両岸関係

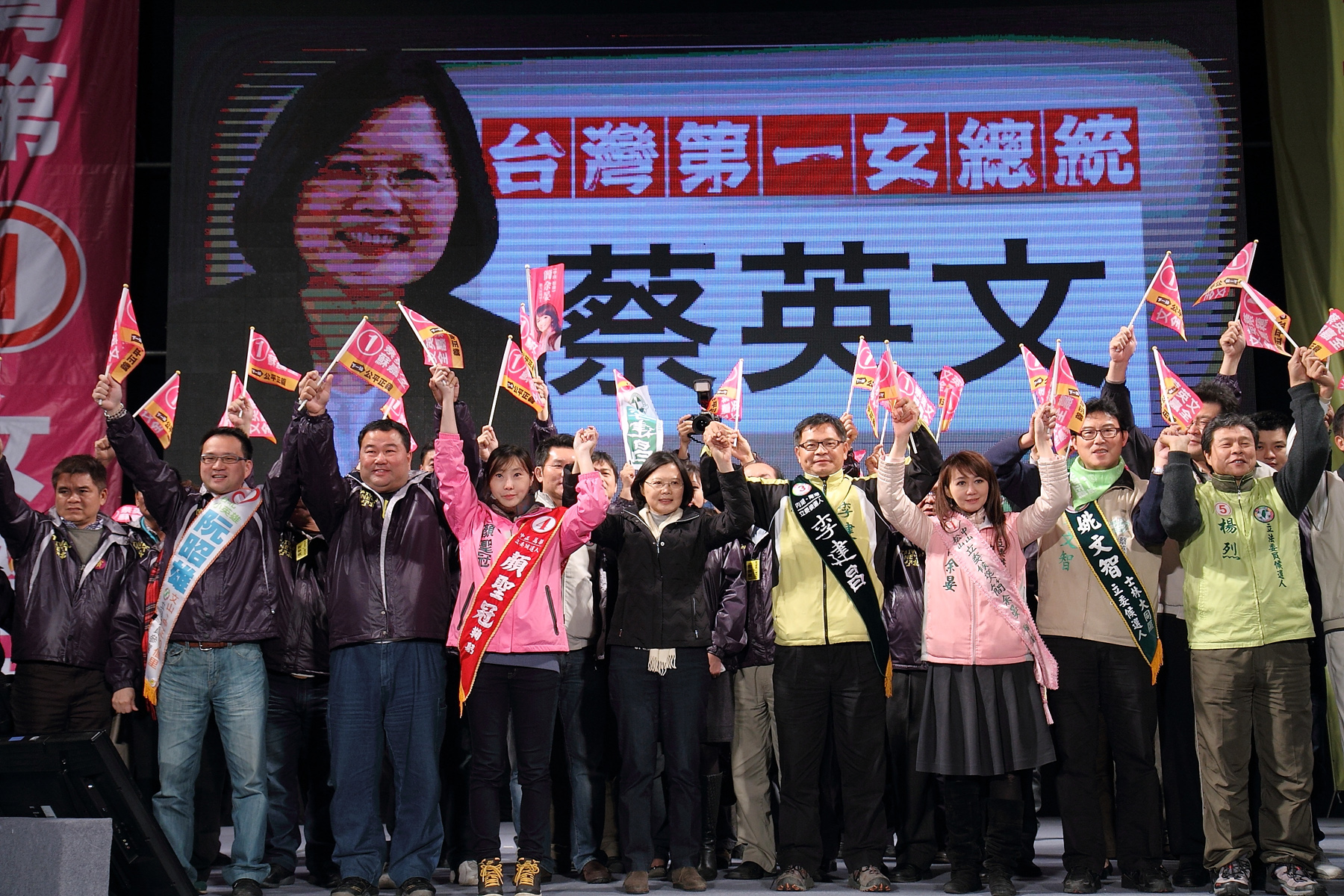
2012年総統選挙での蔡陣営の集会（2011年12月25日）

政治的立場は穏健な現状維持派とされ、中華人民共和国とは新思考の交流を呼びかけている。2008年11月の中国海峡両岸関係協会の陳雲林会長の訪台をめぐって「訪台を歓迎しない」「台湾史上、最も暗い1週間」と踏み込んだ発言を行い、急速な対中接近を図る馬英九政権を強く牽制した。2010年4月25日に馬英九と共にテレビ討論会に出席し、両岸経済協力枠組協議について「安価な中国製品が大量に輸入され、台湾の産業が圧迫された結果、独立性を失い中国の寄生虫になる」として馬を批判し、世界貿易機関の下で中国と交渉するべきと主張した。
2019年11月に過去の国民党政権による白色テロによって多数の反体制派が弾圧された事件を引き合いに、香港政府と香港警察による香港民主化デモに対する暴力を批判した。台湾の世論調査では香港デモを追い風に総統選挙で再選を狙う蔡英文の支持率が国民党候補の韓国瑜らを逆転した。同年12月に中国からの選挙介入疑惑が台湾メディアなどで相次いで報じられたことを受け、国民党が抗議して採決に参加しない中で外国からの選挙介入やフェイクニュースを防止する反浸透法を成立させた。

### 国歌斉唱
2015年10月10日に行われた国慶日祝賀大会では、与党・国民党の党歌でもある中華民国国歌の歌詞のうち「吾党」（元々は「国民党」を指す意味）の部分だけ、歌うのを拒否した。
2016年5月20日に中華民国総統に就任した際に、「吾党」の部分を唱和した。台湾メディアでは「吾党」を歌うのかが、注目の的となった。
2017年1月1日の国旗掲揚式で、問題とされている歌詞「吾党」も口を動かし、斉唱した。

### 原発・再生エネルギー
2012年総統選挙に立候補後、2025年までに原子力発電全廃を目指す目標を表明、民進党結党以来の党是の一つである「脱原発」を鮮明に打ち出した。
2016年3月12日に台北市内で台湾の電力政策の見直しを求める反原発デモが行われ、蔡は台湾第1、第2、第3原発の運転延長はせず、建設が凍結されている第4原発は計画を中止とする民進党の方針を強調。環境配慮や再生可能エネルギーの推進に取り組むとし、放射性廃棄物の処理については、「今こそ超党派で向き合う時だ」と団結を訴えた。
同年5月、気温上昇による電力供給問題の解決の為として、台湾電力が17か月停止している台湾第一原子力発電所1号機の再稼働を6月に考慮していることに対し、経済部長・李世光は「2025年原発全廃」は「今日原発全廃」ではないと表明した。緑色消費者基金会董事長・方倹は蔡総統が約束をたがえたと考えており、法に依って台湾第一原子力発電所を監視せずに経済部や行政院原子能委員会に1号機の再稼働を認めるのは大規模な無差別殺人行為のようなものだと表明した。
同年10月に、当初の通り2025年に「原発ゼロ」とすることを目指して行政院は再生エネルギー事業への民間参画を促す電気事業法の改正案を閣議決定した、と朝日新聞が報じた。
2016年3月に、福島第一原子力発電所事故後の日本産食品輸入禁止に対し、禁止対象の福島県・茨城県・栃木県・群馬県・千葉県の5県幹部は規制解除を要請し、同年11月7日に衛生福利部が福島県産以外は一部を除き輸入を再開する方案を立法院に提出したが、不十分な資料や民進党の議論に応じない態度により、台湾の民間団体から批判の声が上がった。
同年11月10日、行政院は同月12日から14日にかけて3日間、全台湾10か所の公聴会を告知し、公聴会が開催されたが、野党・国民党や市民、民間団体等の反発を受け、各地で大荒れとなった。
2017年1月11日、2025年までに原子力発電所の全廃を目指す、アジア初の脱原発法を成立させた。
同年8月15日、台湾の600万世帯で起きた大規模停電で、蔡が謝罪して閣僚が辞任し、脱原発政策に批判が集まった。
2022年2月8日、福島など5県産食品に対する輸入規制の緩和を発表した。
2023年10月10日、電力供給能力の拡大とグリーンエネルギーの導入の結果、電力の予備率が7~10%となったことを強調した。

### 少子化
台湾の少子化は日本より進んでいるが（2014年時点で日本の出生率1.4に対して台湾は1.1）、2015年5月26日に嘉南薬理大学の講演で少子化現象について触れ、「現在の若者は18歳で良く準備しなければならず、以後は一人が二人分の働きをして70、80歳まで努力しなければならない」と語った。同年12月5日に基金を作って少子化現象の対策にあたる考えを示した。

### 既得権益との対決
国民党の資産を調査する「不当党産処理委員会」を設置するなど、国民党の資産没収に積極的であり、国民党の支持基盤でもある軍人・公務員・教師（軍公教）の年金優遇策の見直しにも着手し、これに抗議する政権発足後初の大規模デモも起きた。

### 同性愛・同性婚
同性愛及び同性結婚に対して賛成の立場を採り、アジア初の同性婚合法化となる法案成立を推進した。2015年8月20日台湾でバレンタインデーに相当する七夕に、「祝全天下所有的情人、七夕情人節快樂!」（全国全ての恋人に、七夕恋人の日おめでとう!）の題名で、3組の同性愛者を含むビデオクリップを公式サイトに掲載。同年10月31日、台北市内で同性愛者など性的少数者 (LGBT) のパレードが開かれ、Facebookで「愛の前では全ての人が平等」と述べて、同性婚への支持を表明した。
2016年10月29日、台北市内性的少数者パレードの日に、去年と同様に同性婚への支持を表明し、「身分は（総統に）変わったが、私の信じる価値は変わらない」と強調した。
立法院で「司法院釈字第748号解釈施行法」が成立したことを受け、Twitterで「2019年5月17日、台湾では愛が勝った。私たちは真の平等に向かって大きな一歩を踏み出し、台湾をより良い国にした」と述べた。
2019年5月24日、司法院釈字第748号解釈施行法第27条により「司法院釈字第748号解釈施行法」が施行され、中華民国で同性結婚が法律で認められた。同性の法律婚が認められたのはアジア初であり、世界で27番目の国家になった。

### 台湾基督長老教会との関係
蔡英文は台湾基督長老教会が運営する台北双連幼稚園に通い、度々同教会の行事に参加している。2015年6月21日に長老教会150周年南部地区感謝礼拝に高雄市長陳菊、屏東県長潘孟安、前行政院長張俊雄ら民進党の関係者と出席し、「長老教会の台湾に対する無私の奉献に感謝します」と挨拶した。
2015年12月5日に中央教会と共に台湾基督長老教会が主体となって当時の総統候補であった蔡と副総統候補・陳建仁の為の「全国基督徒後援会」が結成された。
2016年1月19日、台湾基督長老教会は蔡の総統当選を祝賀する公告を出し、聖書の言葉を引用して称賛の意を示した。

### 死刑廃止
死刑廃止を主張しているが、2015年7月17日に台湾大学で「死刑廃止には2つの条件が必要で、1つ目は社会の合意、2つ目は完全に整った体制があることだが、この2つの条件は、今台湾では完全に整っていないし、まだ存在しない」と語っている。

### 南シナ海
2016年7月12日、フィリピンが常設仲裁裁判所に申し立てた、南シナ海の南沙諸島とスカボロー礁にある全ての岩礁は、法的には排他的経済水域および大陸棚を生成しない「岩」と結論した南シナ海判決の際には「裁定は台湾の権利を傷つけるもの」などと猛反発し、軍艦（康定級フリゲート迪化）を派遣した。
立法院も「どんな国際的仲裁裁判に基づく一方的決定も、中華民国は一切認めない」とし、「中華人民共和国の台湾当局」の表現が判決文にあることにも抗議している。日本との紛糾を避けるため、7月に予定していた日台海洋協力対話を延期した。
2016年7月19日の国家安全ハイレベル会議で「国際法に基づいた平和的解決」「多国・地域間協議に台湾を加えること」「関係各方面には南シナ海における航行と飛行の自由を守る義務があること」「中華民国（台湾）は、争議の棚上げと資源の共同開発による、紛争の解決を主張すること」などの「4つの原則」を提示した。

### 対北朝鮮制裁
2017年9月15日、蔡は「国連安保理決議の制裁に全力で協力する」と表明して22日に北朝鮮との貿易を全面的に禁止する経済制裁措置を実施した。自国の密輸業者への制裁発動と身柄拘束、制裁対象船の入港拒否や臨検なども行っている。

### 住民投票
「住民が主役の政治」を掲げ2017年に公約の一つであった住民投票法の改正を成立させた。

## 日本との関係

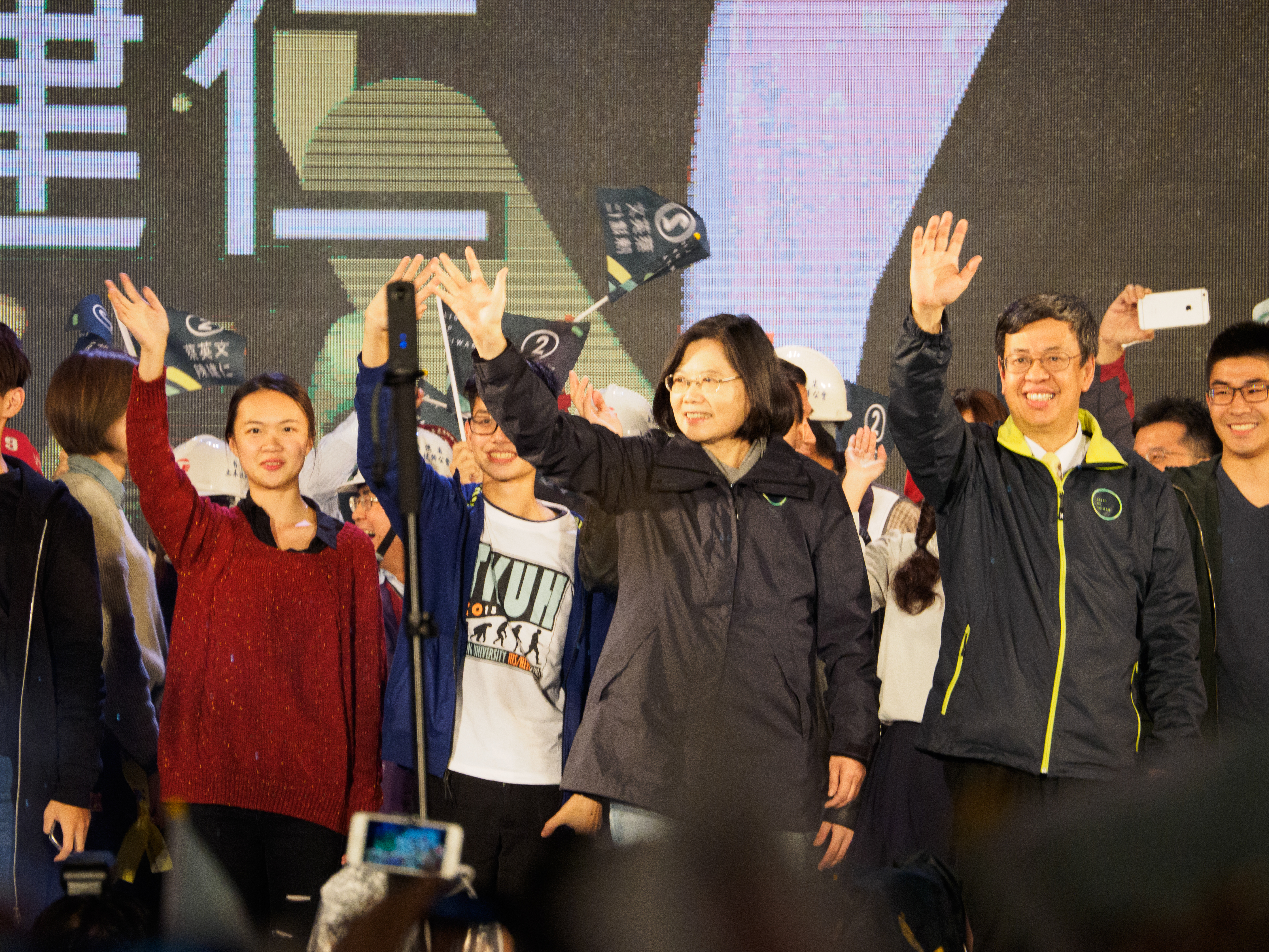
2016年総統選挙の蔡英文と陳建仁（2016年1月15日）

2008年10月に週刊東洋経済からインタビューされ、対日関係について「日本と友好的関係、協力的関係を維持することは、最も良い政策的な選択肢だ」と述べた。かつて日本語を3年間勉強したこと（ただし、本人いわく「あまり上手ではない外国語」）、よく日本を観光で訪問したことなどを明かした。

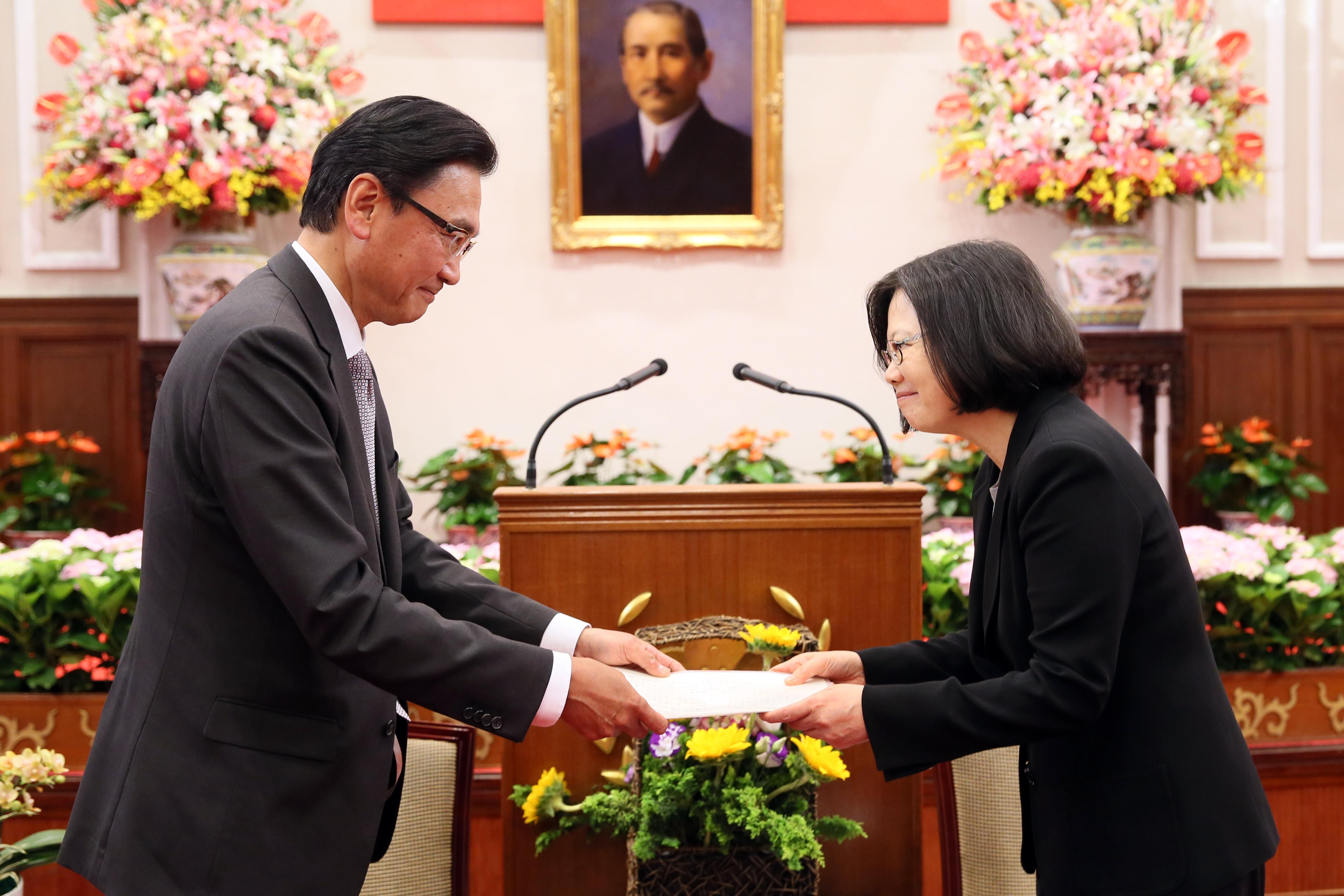
蔡英文と日華議員懇談会副会長衛藤征士郎（2016年5月20日）

学生時代には昼食に母親の作った日本のおにぎりをよく食べており、大人になってからも休暇でよく日本に行き、親台派の日本人と意見を交わしていたという。
2017年1月28日の春節（旧正月）に、Twitterで日本語と英語で新年の挨拶をした。
総統に就任した2016年5月20日以来、東日本大震災が発生した3月11日に毎年、日本語でメッセージを発信している。
2017年から2024年まで、総統任期中である8年間毎年、日本時間の地震発生時刻である午後2時46分丁度に合わせ、X（2023年まではTwitter）に日本語で追悼のメッセージを発信している。しかし2020年のみ、コロナ禍に伴う中華郵政の視察の予定のため、午前中に「本日の午後2時46分、私は日本の皆さんと一緒に犠牲者のご冥福を祈り、黙祷します。」と投稿した。
2021年6月、日本政府が、新型コロナウイルス感染症対策のため、アストラゼネカ製ワクチンを台湾へ無償提供したことについて、「台湾のテレビ各局が（日本からのワクチン輸送を）中継で報じ、台湾の多くの国民が歓迎の意を込めて見守りました。私も飛行機が到着した様子を鮮明に覚えています。これも長期にわたっての友情が証明されたものであります。台湾が最も困難な時期に日本が援助の手を差し伸べてくださったことを、台湾の国民一同、心より、感謝しています」「『まさかの時の友こそ真の友』とはこのことです」とし、日本と台湾の「善の循環」を次の世代に繋いでいく決意を示した。2022年6月4日にも、Twitter上で1年前のワクチン供与について再び感謝の意を表明した。
2021年7月23日、東京オリンピックの開会式に際して、台湾と日本の選手にビデオメッセージで「一緒に頑張りましょう！」と日本語でエールを送った。
2021年12月25日のクリスマスに、Twitterに「日本の皆様へ　メリークリスマス　そして、良いお年をお迎えください！」とビデオメッセージをつけて投稿した。
2023年2月14日のバレンタインデーに、Twitterに「今日は特別な日。恋人がいてもいなくても、誰かを愛し、自分を愛しましょう！」と日本語と英語で投稿した。
2024年2月26日、天皇誕生日の祝賀レセプションに頼清徳副総統とともに出席した。現職の総統や副総統が出席するのは、1972年の日本との断交後初となる。「台湾と日本がまるで家族のような強い絆で結ばれているということは、誰もが感じていることだと思います。」と述べた。
総統退任前の台湾メディアによるインタビューでは、退任後には東京の街を歩きたいと語っていた。

### 訪日
2009年3月に民進党の党首として初めて訪日し、自由民主党幹事長の細田博之や、日華議員懇談会の会長である平沼赳夫、民主党代表の小沢一郎 らと会談した。
2015年10月に再度訪日し、日本政府高官などと非公式に会談を行ったほか、自民党の細田博之幹事長代行とも会談した。民主党の枝野幸男幹事長や日華議員懇談会メンバーらとも会談を行った。この訪日の際、安倍晋三首相とも非公式に会談を行ったとみられているが、菅義偉官房長官は否定しており、蔡自身も、台湾との窓口に当たる交流協会の大橋光夫会長に会っていたとしている。蔡は出発前に訪日について「今回の訪日は民進党の対日関係重視を表すものだ。日本の各界と意見交換し将来の協力の方法を探したい」と述べていた。

### 尖閣諸島
尖閣諸島問題について「中華民国の領土」と主張するが、主権問題は棚上げして日本との関係強化を推進し、経済利益は双方が共同で享受することを提唱している。「国際法である国連海洋法条約と日台間協定に従い、争いは起こさず平和的に解決する」「尖閣諸島問題を日本との関係に影響させることは望まず、今後も関係強化を継続する」と述べている。
2008年10月に東洋経済新報社からインタビューを受けた際は、「釣魚台（尖閣諸島）の問題については、民進党が政権を担当して以来、非常に明確な政策がある。釣魚台は台湾に属しているということだ」と主張した。一方、「このこと（日台互いに領有権を主張していること）が短期内に解決できないのであれば、領土の概念から導き出される経済利益について共同で発展させることができるはずだ」とも述べ、こうした前提の下で相互に討論することが可能であるとの認識を示し、「領土の問題については、それぞれが各自に主張する。しかし領土の概念から引き出される経済利益は、双方が共同で享受する。これが我々の基本的な理念だ」とした。
総統選を控えた2015年9月23日や、総統選勝利後の2016年1月16日の記者会見で「釣魚台（尖閣諸島）は、台湾に属しています」と主張した一方、「日本との関係は非常に重視しており、この主権上の争いを関係発展に影響させることは望まない。我々の間には主権やその他の論争が存在するが、我々は日本との関係強化を継続する」とも述べ、従来通り日本との関係強化を優先する意志も表明した。

### 沖ノ鳥島・海洋協力
2016年4月から馬英九政権は、沖ノ鳥島について排他的経済水域を設定できない『岩』との認識を示していたが、蔡英文が総統に就任して間もない5月23日に「法律上の特定の立場を取らない」として扱いを修正した。また、「（台湾側が）日本と台湾の間で緊張感を高めるような行動をとるべきではない」として沖ノ鳥島沖の巡視船を引き上げた。しかし、この決定に対して国民党ばかりでなく民進党からも異論が出ている。
馬政権時代、台湾側が求めていたにもかかわらず、実現しなかった海洋協力対話を同年7月までに実施する方向で調整していることが明らかになった。また、双方の窓口機関である日本の交流協会と台湾の亜東関係協会は、海洋協力について協議するための新たな枠組みとして「日台海洋協力対話」を設置した。

### 日本統治時代
日本統治時代については「日本人には誤りもあったが、台湾に対する貢献もあった」と評価。
2014年に馬英九政権で公民や歴史の教科書の改訂が行われ、戦後長らく続いた政治弾圧「白色テロ」に関する記述の削除や、「日本統治時期」から「日本植民統治時期」になり日本統治時代についてもほとんどが負の遺産のみの記述になるなど、台湾史に関する記述の6割が変更されたが、蔡英文が就任した翌日の2016年5月21日に改定の早期廃止を発表した。
2022年7月23日、日本統治時代に鳥居信平が手掛けた水利施設「二峰圳」の着工100年を記念して屏東県が開催した式典に出席し、「壮大な水利プロジェクトは、農業発展の手本になっただけでなく、台湾と日本の友情の証しでもある」と述べた。

### 政権での知日派の登用
2016年に発足させた政権では重要ポストに対する知日派の登用が目立った。
対日窓口機関とされる台湾日本関係協会の会長に、元行政院副院長であり、知日派とされ自身の側近でもある邱義仁を起用した。
駐日大使に相当する台北経済文化代表処駐日代表に、元行政院長であり、「知日派の重鎮」と評される謝長廷を起用した。元行政院長が駐日代表に起用されるのは初めてのことである。
2022年、台湾日本関係協会の会長である邱義仁の後継として、2012年総統選挙で蔡英文とペアを組み、元立法院長である蘇嘉全が就任した。元立法院長が会長に就任するのも初めてのことである。
行政院長・行政院副院長などを務めた経験がある人物、総統候補・副総統候補として出馬した経験がある人物が対日政策に起用されるこの異例の人事は、蔡英文の日本重視の表れだと言われている。

## 選挙記録
| 年度 | 選挙                   | 選挙区                 | 所属政党   | 得票数    | 得票率 | 当選 | 注釈    |
| ---- | ---------------------- | ---------------------- | ---------- | --------- | ------ | ---- | ------- |
| 2004 | 第6回立法委員選挙      | 全国不分区             | 民主進歩党 | 3,457,280 | 35.58% |      |         |
| 2010 | 第1回新北市長選挙      | 新北市                 | 民主進歩党 | 1,004,900 | 47.39% |      | [ 339 ] |
| 2012 | 第13期総統・副総統選挙 | 第13期総統・副総統選挙 | 民主進歩党 | 6,093,578 | 45.63% |      | [ 340 ] |
| 2016 | 第14期総統・副総統選挙 | 第14期総統・副総統選挙 | 民主進歩党 | 6,894,744 | 56.12% |      | [ 341 ] |
| 2020 | 第15期総統・副総統選挙 | 第15期総統・副総統選挙 | 民主進歩党 | 8,170,231 | 57.13% |      | [ 342 ] |

## 著書
- 『蔡英文 新時代の台湾へ』 前原 志保監訳、阿部 由理香・篠原 翔吾・津村 あおい訳、白水社、2016年5月。ISBN 978-4560092484
- 『蔡英文自伝　台湾初の女性総統が歩んだ道』 劉永毅構成、前原 志保訳、白水社、2017年2月。ISBN 978-4560095249